# 永江健一
永江 健一（ながえ けんいち）は、鹿児島県出身の元アマチュア野球選手である。ポジションは投手。

## 来歴・人物
鹿児島実業高校では、一塁手及び控え投手として活躍し、1965年夏の県大会で決勝に進むが、その決勝では登板せずに惜しくも、前年に続いて鹿児島玉龍高校に敗れ、甲子園出場を果たすことができなかった。1学年下の投手に川畑和人がいた。高校卒業時には、同年のドラフト会議で中日から8位指名されたが入団を拒否し、日本鉱業佐賀関に入社する。
日本鉱業佐賀関では投手として活躍し、1967年の都市対抗にエースの池田重喜を擁して出場し、翌年に開催された第23回九州大会では敢闘賞を受賞した。1976年の社会人野球選手権大会では、準々決勝で好投し、6回までに完全試合を達成したが、7回で千葉明徳（三菱自動車京都）から二塁バントを打たれたことにより、ノーヒットノーランを逃したが続く準決勝では藤沢公也が完全試合を達成、決勝は藤沢が先発7回1失点から救援して抑えたが新日鉄名古屋・水谷啓昭に完封されて準優勝。1980年までに社会人野球でプレーした。